# Замостье (Грайворонский район)
Замостье — село Грайворонского района Белгородской области. Входит Доброивановского сельского поселения.

## География
Село расположено в западной части Белгородской области, на берегу реки Ворсклы. Находится в 1 километре от города Грайворон.

## История
«Замостьем» именовали поселения «за мостом» — относительно города или иного более крупного населенного пункта. Так назвали слободу на другом берегу Ворсклы, в версте от уездного города Грайворона.
В 1884 году в слободе Замостье Грайворонской волости — 195 дворов, 183 избы, 1020 жителей (518 мужск. и 502 женск. пола).
В 1898 году в Замостье, на пожертвования селян, построили начальную школу, в которой обучалось 50 детей, а в 1906 году — уже 120 (78 мальчиков и 42 девочки).
После революции была создана начальная школа с 4-летним обучением. При школе действовали курсы ликвидации безграмотности — ликбез, и в Замостье обучалось уже 140 человек. В 1935 году Замостинская школа стала семилеткой.
С июля 1928 года село Замостье — центр Замостянского сельсовета (село и хутор) в Грайворонском районе Белгородской области.
В первое время после образования Белгородской области Замостье входило в Добро-Ивановский сельсовет Грайворонского района, а после декабря 1962 года — в Борисовский район. С момента восстановления Грайворонского района Замостье — вновь в его составе.
В 1995 году в Замостье — средняя школа, 2 фермерских хозяйства (производство зерновых).

## Население
В 1890 году в Замостье — 1610 жителей (822 муж., 788 жен.).
В 1932 году в селе насчитывалось 1932 жителя.

На 1979 год в Замостье было 944 жителя, на 1989 год — 881 человек (411 муж., 470 жен.).
| 2002 | 2010  |
| ---- | ----- |
| 969  | ↗1020 |